# Zdzisław Szparkowski
Zdzisław Szparkowski (ur. 1914, zm. 13 grudnia 2006 w Warszawie) – mieszkaniec przedwojennego Włocławka, uhonorowany w 1983 r. odznaczeniem Sprawiedliwy wśród Narodów Świata.
Jest jednym z bohaterów filmu dokumentalnego z 2001 r. W poszukiwaniu utraconych lat, wyreżyserowanego przez Jana Sosińskiego.